# تفسير القرطبي
تفسير القرطبي. هو كتاب جمع تفسير القرآن كاملاً واسمه (الجامع لأحكام القرآن، والمبين لما تضمن من السنة وأحكام الفرقان). لمؤلفه الإمام أبو عبد الله محمد بن أحمد الأنصاري القرطبي المتوفى سنة 671 هـ. وهو تفسير جامع لآيات القرآن جميعًا ولكنه يركز بصورة شاملة على آيات الأحكام في القرآن الكريم. الكتاب من أفضل كُتب التفسير التي عُنيت بالأحكام. وهو فريد في بابه. كما أنه من أجمع ما صنف في هذا الفن. وصف بأنه من أجلّ التفاسير وأعظمها نفعاً، أسقط منه مؤلفه التواريخ والقصص، وأثبت عوضها أحكام القرآن، واستنباط الأدلة، وذكر القراءات والناسخ والمنسوخ.

## سبب تأليفه
ذكرها مؤلفه في مقدمة تفسيره حيث قال:
| تفسير القرطبي | فلما كان كتاب الله هو الكفيل بجمع علوم الشرع الذي استقل بالسنة والفرض، ونزل به أمين السماء إلى أمين الأرض، رأيت أن أشتغل به مدى عمري، وأستفرغ منه منتى، بأن أكتب فيه تعليقا وجيزًا يتضمن نكتًا من التفسير، واللغات، والإعراب، والقراءات، والرد على أهل الزيغ والضلالات، وأحاديث كثيرة شاهدة لما نذكره من الأحكام ونزول الآيات، جامعا بين معانيها، ومبينا ما أشكل منها بأقاويل السلف ومن تبعهم من الخلف. | تفسير القرطبي |

### طريقة تأليفه
فقد ذكرها أيضاً في مقدمة تفسيره حيث قال:«بأن أكتب فيه تعليقاً وجيزاً يتضمن نكتاً من التفسير، واللغات، والإعراب، والقراءات، والرد على أهل الزيغ والضلالات، وأحاديث كثيرة شاهدة لما نذكره من الأحكام ونزول الآيات...».

## شروط تأليفه
1. إضافة الأقوال إلى قائليها والأحاديث إلى مصنفيها، فإنه يقال: من بركة العلم أن يضاف القول إلى قائله.
2. الإضراب عن كثير من قصص المفسرين وأخبار المؤرخين إلا ما لا بد منه، وما لا غنى عنه للتبيين.
3. الاعتياض من ذلك تبيين آيات الأحكام، بمسائل تفسر عن معناها، وترشد لطالب إلى مقتضاها، فضمن كل آية تتضمن حكماً أو حكمين.
4. ما زاد من مسائل بين فيها ما تحتوي عليه من أسباب النزول، والتفسير والغريب والحكم.
5. إن لم تتضمن حكماً ذكر ما فيها من التفسير والتأويل .

## منهج التفسير فيه
فقد وفي القرطبي بما شرط على نفسه في هذا التفسير، فكانت طريقته أنه:
1. يعرض لذكر أسباب النزول، والقراءات، والإعراب، ويبين الغريب من الألفاظ.
2. يحتكم كثيراً إلى اللغة، ويكثر من الاستشهاد بأشعار العرب.
3. ويرد على المعتزلة، والقدرية، والروافض، والفلاسفة، وغلاة المتصوفة.
4. لكنه لم يسقط القصص بالمرة، بل أضرب عن كثير منها؛ فقد روى أحيانا ما جاء من غرائب القصص الإسرائيلي.
5. كان ينقل عن السلف كثيراً مما أثر عنهم في التفسير والأحكام، مع نسبة كل قول إلى قائله.
6. كما كان ينقل عن كثير ممن تقدمه في التفسير ، خصوصاً من ألف منهم في كتب الأحكام. فنقل عن ابن جرير الطبري، وابن عطية، وابن العربي، وأبو بكر الجصاص .

## القرطبي والمسائل الفقهية
يعتبر هذا التفسير أكثر التفاسير سرداً للمسائل الفقهية وأجمعها، وقد أطال القرطبي جداً في بعض المواضيع، فانظر مثلاً كلامه عن الإمامة الكبرى وهي الخلافة، وذلك في سورة البقرة الآية (30) ﴿وَإِذْ قَالَ رَبُّكَ لِلْمَلَائِكَةِ إِنِّي جَاعِلٌ فِي الْأَرْضِ خَلِيفَةً قَالُوا أَتَجْعَلُ فِيهَا مَنْ يُفْسِدُ فِيهَا وَيَسْفِكُ الدِّمَاءَ وَنَحْنُ نُسَبِّحُ بِحَمْدِكَ وَنُقَدِّسُ لَكَ قَالَ إِنِّي أَعْلَمُ مَا لَا تَعْلَمُونَ ۝٣٠﴾ [البقرة:30].
ومع أن القرطبي كان مالكي المذهب إلا أنه لم يكن متعصباً لمذهبه المالكي، بل كان يمشي مع الدليل حتى يصل إلى ما يراه صواباً أياً كان قائله.فمثلاً عند تفسير قول القرآن:(أحل لكم ليلة الصيام الرفث إلى نسائكم)  يقول في المسألة الثانية عشرة من مسائل هذه الآية بعد أن ذكر خلاف العلماء في حكم من أكل في نهار رمضان ناسياً، وما نقل عن مالك من أنه يفطر وعليه القضاء يقول:«وعند غير مالك ليس بمفطر كل من أكل ناسياً لصومه، قلت: وهو الصحيح، وبه قال الجمهور» .فأنت ترى أنه بذلك يخالف مذهبه وينصف الآخرين.

## القرطبي والحديث الشريف
اعتمد القرطبي أيضاً في تفسيره على الحديث الشريف. وقد سرد في هذا التفسير ما يزيد على 6500 حديث، وهذا العدد غير يسير مما يدل على اهتمامه بالحديث الشريف، وقد تكلم في بعض الأحيان على بعض الأحاديث ووصفها بالضعف، تارة من قبل نفسه، وتارة نقلاً عن غيره. وقد أكثر من ذكر الأحاديث الواهية خاصة في الثلث الأخير من التفسير .

## القرطبي والإسرائيليات
لم يكثر الإمام القرطبي من ذكر الإسرائيليات، لعل ذلك أن كثير منها غريب المتن ومنها ماهو في تعارض مع صحيح العقيدة الإسلامية، أو أن للمسلمين غنى عنها ففي ذكرها شر وفي تركها مصلحة لهم.

## ملخص منهج المؤلف في التفسير
حدد القرطبي منهجه بأن يبين أسباب النزول، ويذكر القراءات ، واللغات ووجوه الإعراب، وتخريج الأحاديث، وبيان غريب الألفاظ، وتحديد أقوال الفقهاء، وجمع أقاويل السلف، ومن تبعهم من الخلف، ثم أكثر من الاستشهاد بأشعار العرب، ونقل عمن سبقه في التفسير، مع تعقيبه على ما ينقل عنه، مثل ابن جرير، وابن عطية، وابن العربي، وإلكيا الهراسي، وأبي بكر الجصاص.
وأضرب القرطبي عن كثير من قصص المفسرين، وأخبار المؤرخين، والإسرئيليات، وذكر جانبا منها أحيانا، كما رد على الفلاسفة والمشبهة والمعتزلة وغلاة المتصوفة وبقية الفرق، ويذكر مذاهب الأئمة ويناقشها، ويمشي مع الدليل، ولا يتعصب إلى مذهبه (المالكي)، وقد دفعه الإنصاف إلى الدفاع عن المذاهب والأقوال التي نال منها ابن العربي المالكي في تفسيره، فكان القرطبي حرا في بحثه، نزيها في نقده، عفيفا في مناقشة خصومه، وفي جدله، مع إلمامه الكافي بالتفسير من جميع نواحيه، وعلوم الشريعة .
ويمتاز هذا التفسير عما سبق من تفاسير أحكام القرآن أنه لم يقتصر على آيات الأحكام، والجانب الفقي منها، بل ضم إليهل كل ما يتعلق بالتفسير.
وعلى الجملة يعتبر هذا التفسير من أنفع التفاسير وأحسنها في ميدانه، فإن القرطبي في تفسيره هذا حر في بحثه، نزيه في نقده، عف في مناقشته وجداله، ملم بالتفسير من جميع نواحيه، بارع في كل فن استطرد إليه وتكلم فيه. لذلك فإنه تفسير لا يستغني عنه العالم فضلا عن طالب العلم.